# Jan Peka
Jan Peka (Rataje nad Sázavou, 27 luglio 1894 – Praga, 21 gennaio 1985) è stato un hockeista su ghiaccio ceco.

## Palmarès

### Olimpiadi
- Bronzo a Anversa 1920 nell'hockey su ghiaccio.